# Interglacial de Göttweig
L'Interglacial de Göttweig és un interestadi produït entre el 47.000 i el 32.000 aC que separa la glaciació Würm I de la Würm II. En aquest període el clima es va fer més temperat i es va produir una revitalització de la vida humana.